# ارنست بایر
ارنست بایر (انگلیسی: Ernst Baier؛ ۲۷ سپتامبر ۱۹۰۵ – ۸ ژوئیهٔ ۲۰۰۱) اسکیت‌باز نمایشی اهل آلمان بود.